# سرعوف بايري
سرعوف بايري (الاسم العلمي: Mantis beieri) هو نوع من الحشرات يتبع جنس السرعوف المصلي من فصيلة السراعيف المصلية. تم وصف هذا النوع من الحشرات علمياً لأول مرة من قبل روجر روي (بالإنجليزية: Roger Roy)‏ سنة 1999. ينتشر هذا النوع من السرعوفيات في جمهورية الكونغو الديمقراطية. سمي هذا النوع من السراعيف تكريماً لعالم العقارب والحشرات النمساوي لماكس باير (بالإنجليزية: Max Beier)‏.